# Karol Zalewski
Karol Zalewski (* 7. August 1993 in Reszel) ist ein polnischer Sprinter, der sich auf den 200-Meter-Lauf spezialisiert hat und insbesondere mit der polnischen 4-mal-400-Meter-Staffel Erfolge feiert. 2021 wurde er Olympiasieger in der gemischten 4-mal-400-Meter-Staffel und 2018 wurde er mit der Männerstaffel Hallenweltmeister.

## Sportliche Laufbahn
Erste internationale Erfahrungen sammelte Karol Zalewski im Jahr 2011, als er bei den Junioreneuropameisterschaften in Tallinn im 200-Meter-Lauf im Vorlauf disqualifiziert wurde. Im Jahr darauf gelangte er bei den Juniorenweltmeisterschaften in Barcelona bis in das Finale und belegte dort in 20,54 s den vierten Platz und auch mit der polnischen 4-mal-100-Meter-Staffel gelangte er in 39,47 s auf den vierten Platz. Zudem gewann er mit der 4-mal-400-Meter-Staffel mit neuem U20-Rekord von 3:05,05 min die Silbermedaille hinter dem Team aus den Vereinigten Staaten. 2013 siegte er bei den U23-Europameisterschaften in Tampere in 20,41 s über 200 Meter und gewann mit der 4-mal-100-Meter-Staffel in 38,81 s die Silbermedaille. Damit qualifizierte er sich erstmals für die Weltmeisterschaften in Moskau, bei denen er im Einzelbewerb bis in das Halbfinale gelangte und dort mit 20,66 s ausschied, während er mit der Staffel in 38,51 s im Vorlauf scheiterte. Bei den IAAF World Relays 2014 auf den Bahamas belegte er mit der 4-mal-100-Meter-Staffel in 39,31 s den fünften Platz im B-Finale. Im August wurde er bei den Europameisterschaften in Zürich in 20,58 s Achter und klassierte sich mit der Staffel in 38,85 s auf Rang sechs.
2015 gelangte er bei den Halleneuropameisterschaften in Prag im 400-Meter-Lauf bis in das Halbfinale und schied dort mit 46,84 s aus und gewann in der 4-mal-400-Meter-Staffel gemeinsam mit Rafał Omelko, Łukasz Krawczuk und Jakub Krzewina in neuem Hallenrekord von 3:02,97 min die Silbermedaille hinter dem Team aus Belgien. Anschließend wurde er bei den World Relays in 1:22,85 min Vierter in der 4-mal-200-Meter-Staffel und schied mit der 4-mal-400-Meter-Staffel mit 3:05,13 min im Vorlauf aus. Daraufhin siegte er bei den U23-Europameisterschaften in 20,49 s erneut über 200 Meter und gewann mit der 4-mal-400-Meter-Staffel in 3:05,35 min die Silbermedaille, während er mit der 4-mal-100-Meter-Staffel im Vorlauf disqualifiziert wurde. Über 200 Meter nahm er zudem erneut an den Weltmeisterschaften in Peking teil, bei denen er diesmal aber mit 20,77 s in der ersten Runde ausschied. Im Jahr darauf gelangte er bei den Europameisterschaften in Amsterdam über 200 Meter bis in das Halbfinale und schied dort mit 20,69 s aus und erreichte mit der 4-mal-100-Meter-Staffel in 38,69 s Rang sechs. Anschließend nahm er über 200 Meter an den Olympischen Spielen in Rio de Janeiro teil, scheiterte dort aber mit 20,54 s im Vorlauf.
2018 siegte er bei den Hallenweltmeisterschaften in Birmingham in neuer Weltrekordzeit von 3:01,77 min gemeinsam mit Omelko, Krawczuk und Krzewina vor den favorisierten Teams aus den Vereinigten Staaten und Belgien. Über 400 Meter nahm er im Sommer an den Europameisterschaften in Berlin teil und gelangte dort in 45,34 s auf Rang vier und wurde in der 4-mal-400-Meter-Staffel in 3:02,27 min Fünfter. Im Jahr darauf gelangte er bei den Halleneuropameisterschaften in Glasgow über 400 Meter bis in das Halbfinale, trat dort aber nicht mehr an. Anschließend belegte er bei den World Relays in Yokohama in 3:05,91 min Rang sieben und siegte in der gemischten Staffel in 3:15,46 min. 2020 siegte er in 45,47 s beim Janusz Kusociński Memorial sowie in 45,74 s beim Memoriał Kamili Skolimowskiej und wurde zudem in 45,48 s Dritter bei der Golden Gala Pietro Mennea in Rom. Bei den World Athletics Relays 2021 im heimischen Chorzów schied er mit 3:05,04 min mit der 4-mal-400-Meter-Staffel in der Vorrunde aus und wurde mit der 4-mal-200-Meter-Staffel disqualifiziert. Im August kam er bei den Olympischen Sommerspielen in Tokio im Vorlauf über 400 Meter zu sturz und schied damit aus, während er mit der polnischen 4-mal-400-Meter-Staffel in 2:58,46 min den sechsten Platz im Finale belegte. Zudem siegte er in 3:09,87 min gemeinsam mit Kajetan Duszyński, Justyna Święty-Ersetic und Natalia Kaczmarek in der erstmals ausgetragenen Mixed-Staffel über 4-mal 400 Meter und stellte damit einen neuen Europarekord auf.
2022 erreichte er bei den Weltmeisterschaften in Eugene das Finale mit der Männerstaffel und belegte dort mit 3:02,51 min den neunten Platz. Zudem wurde er in der Mixed-Staffel in 3:12,31 min Vierter. Anschließend klassierte er sich bei den Europameisterschaften in München mit 45,62 s auf dem sechsten Platz über 400 Meter und verpasste mit der Staffel mit 3:02,95 min den Finaleinzug. Im Jahr darauf wurde er bei der 1. Liga der Team-Europameisterschaft im Rahmen der Europaspiele in Chorzów mit 45,95 s Vierter im B-Lauf. Im August schied er bei den Weltmeisterschaften in Budapest mit 46,53 s in der ersten Runde über 400 Meter aus und belegte in der Mixed-Staffel in 3:15,49 min den achten Platz. 2024 schied er bei den Europameisterschaften in Rom mit 45,80 s im Vorlauf über 400 Meter aus und belegte mit der Mixed-Staffel in 3:15,32 min den siebten Platz. Zudem wurde er mit der Männerstaffel im Vorlauf disqualifiziert. Im August wurde er bei den Olympischen Sommerspielen in Paris in 3:12,39 min Siebter in der Mixed-Staffel und verpasste mit der Männerstaffel mit 3:01,21 min den Finaleinzug.
In den Jahren 2013 und 2014 sowie 2016 und 2017 wurde Zalewski polnischer Meister im 100-Meter-Lauf sowie von 2013 bis 2016 auch über 200 Meter. 2018 und 2020 sowie 2022 und 2023 siegte er im 400-Meter-Lauf sowie 2019 in der 4-mal-100-Meter-Staffel. In der Halle wurde er von 2014 bis 2016 sowie 2018 Meister über 200 Meter sowie 2015, 2019 und 2021 über 400 Meter und 2019 zudem auch in der 4-mal-200-Meter-Staffel.

## Persönliche Bestzeiten
- 100 Meter: 10,25 s (+0,9 m/s), 29. Juni 2013 in Bydgoszcz
  - 60 Meter (Halle): 6,75 s, 14. Februar 2016 in Spała
- 200 Meter: 20,26 s (+0,3 m/s), 28. Juli 2016 in Sopot
  - 200 Meter (Halle): 20,64 s, 18. Februar 2018 in Toruń
- 400 Meter: 45,11 s, 8. August 2018 in Berlin
  - 400 Meter (Halle): 46,20 s, 17. Februar 2018 in Toruń